# Colin Ratsey
George Colin Ratsey (* 30. Juli 1906 in Cowes, Isle of Wight; † 12. März 1984 in Wellesley, Massachusetts, Vereinigte Staaten) war ein britischer Segler.

## Erfolge
Colin Ratsey erzielte seinen ersten internationalen Erfolg mit dem Gewinn der Vizeweltmeisterschaft im Starboot im Jahr 1931 am Long Island Sound. Er nahm ein Jahr darauf an den Olympischen Spielen in Los Angeles mit der Einhand-Jollen-Klasse Snowbird sowie mit Peter Jaffe in der Bootsklasse Star teil. Ratsey und Jaffe belegten in ihrem Boot Joy mit 35 Gesamtpunkten hinter Gilbert Gray und Andrew Libano aus den Vereinigten Staaten sowie vor den Schweden Gunnar Asther und Daniel Sundén-Cullberg den zweiten Platz und sicherten sich damit die Silbermedaille. Die Regatta im Snowbird schloss Ratsey trotz zwei Siegen bei insgesamt elf Wettfahrten nur auf dem sechsten Rang ab.
Zweimal war Ratsey Crewmitglied des britischen Herausforderers beim America’s Cup: 1934 unterlag er mit der Endeavour mit 2:4 der US-amerikanischen Rainbow, 1958 hatte er mit der Sceptre mit 0:4 das Nachsehen gegen die Columbia. Sein Vater George Ratsey und sein Großonkel Franklin Woodroffe waren beide ebenfalls Segler mit Olympiaerfahrung. Sein Vater gewann 1908 in der 8-Meter-Klasse Bronze, während Woodroffe 1952 Neunter in der 9-Meter-Klasse wurde.
Ratsey besuchte das Brighton College und absolvierte später eine Ausbildung zum Segelmacher. Er arbeitete über 50 Jahre bei Ratsey & Lapthorn, einem weltweit führenden Segelhersteller. Nachdem er seine Tätigkeit bei Ratsey & Lapthorn beendet hatte und in die Vereinigten Staaten emigriert war, wurde er Vizepräsident bei Yardarm Sailmakers.